# Vicente del Bosque
Vicente del Bosque González (Salamanca, 23 december 1950) is een Spaans voetbaltrainer en voormalig voetballer. Hij werd vooral bekend als verdediger en hoofdtrainer van Real Madrid. Vanwege zijn corpulentie en karakteristieke snor had Del Bosque als trainer de bijnaam De Walrus. In 2010 werd hij de eerste Spaanse voetbaltrainer die een WK-titel veroverde. Op 4 februari 2011 besloot de toenmalige Spaanse koning Juan Carlos I om Del Bosque in de adelstand te verheven en te ridderen tot markies.

## Loopbaan als speler

### Clubvoetbal
Del Bosque speelde in de jeugd bij UD Salamanca. Als prof was hij actief voor Castellón (1970-1971, 1972-1973), Córdoba (1971-1972) en Real Madrid (1973-1984). Met de Madrileense club won Del Bosque vijf Spaanse landstitels (1975, 1976, 1978, 1979, 1980) en vier Spaanse bekers (1974, 1975, 1980, 1982).

### Nationaal elftal
Del Bosque speelde achttien interlands voor het Spaans nationaal elftal. Hij debuteerde op 17 april 1975 tegen Roemenië en op 15 juni 1980 speelde de verdediger tegen België zijn laatste interland. Del Bosque maakte als international één doelpunt, op 13 december 1978 tegen Cyprus. Hij behoorde tot de Spaanse selectie voor het Europees kampioenschap 1980.

## Loopbaan als trainer
Nadat Del Bosque in 1984 zijn loopbaan als voetballer had beëindigd werd hij trainer in de jeugdopleiding van Real Madrid. In 1994 won hij met Real Madrid de Copa Iberoamericana. In het seizoen 1999/00 verving de Spanjaard de ontslagen John Toshack als trainer van het eerste elftal. In zijn derde termijn als trainer van Real Madrid won Del Bosque tweemaal de Spaanse landstitel (2001, 2003), de Supercopa de España (2001), tweemaal de UEFA Champions League (2000, 2002), de UEFA Super Cup (2002) en de Intercontinental Cup (2002). In 2003 werd Del Bosque ondanks de successen ontslagen, omdat de clubpresident Florentino Pérez hem onvoldoende uitstraling vond hebben voor een trainer van het Galácticos-team van Real Madrid. Van 2004 tot 2005 was Del Bosque vervolgens werkzaam bij Beşiktaş. Sinds juni 2007 was hij technisch directeur van Cádiz. Sinds eind 2008 was Del Bosque bondscoach van Spanje. Hij volgde Luis Aragonés op die de Spanjaarden in 2008 naar de Europese titel leidde. Luis Aragonés had voor dat toernooi al duidelijk gemaakt dat hij niet zou doorgaan na het einde. In 2010 leidde Del Bosque het Spaans elftal naar de wereldtitel op het wereldkampioenschap voetbal in Zuid-Afrika. Koning Juan Carlos I verleende hem daarom op 3 februari 2011 de adellijke erfelijke titel markies van Del Bosque. En daaropvolgend leidde hij Spanje naar de Europese titel in 2012. Op 26 april 2013 maakte hij bekend na het WK van 2014 in Brazilië te stoppen. Op het WK van 2014 verloor de ploeg van Del Bosque de eerste wedstrijd met 1-5 van het Nederlands elftal. Vervolgens verloor Spanje met 2-0 tegen Chili. Door het verlies tegen Chili was Spanje na twee groepswedstrijden kansloos voor het bereiken van de achtste finales van het toernooi. De laatste wedstrijd werd met 3-0 gewonnen van Australië, dat net als Spanje al uitgeschakeld was. Ondanks zijn eerdere voornemen om te stoppen, bleef Del Bosque tot en met het EK 2016 bondscoach van Spanje. Dit toernooi eindigde voor de Spanjaarden in de achtste finales, waarin Italië ze met 2-0 versloeg. Na afloop van het EK legde Del Bosque zijn functie neer. Hij had de ploeg in totaal 114 keer onder zijn hoede: 87 overwinningen, 10 gelijke spelen en 17 nederlagen. Hij werd opgevolgd door Julen Lopetegui.

## Erelijst
Als speler
 Real Madrid
- Primera División: 1974/75, 1975/76, 1977/78, 1978/79, 1979/80
- Copa del Generalísimo/Copa del Rey: 1973/74, 1974/75, 1979/80, 1981/82

Als trainer
 Real Madrid
- Wereldbeker voor clubteams: 2002
- UEFA Champions League: 1999/00, 2001/02
- UEFA Super Cup: 2002
- Copa Iberoamericana: 1994
- Primera División: 2000/01, 2002/03
- Supercopa de España: 2001

 Spanje
- FIFA WK: 2010
- UEFA EK: 2012

Individueel
- UEFA Clubtrainer van het Jaar: 2002
- IFFHS Beste clubtrainer van de Wereld: 2002
- IFFHS Beste nationale trainer van de Wereld: 2009, 2010, 2012
- World Soccer Manager van het Jaar: 2012
- FIFA Wereldtrainer van het Jaar: 2012
- ESPN 11e Grootste Trainer Aller Tijden: 2013
- World Soccer 13e Grootste Trainer Aller Tijden: 2013
- France Football 33e Grootste Trainer Aller Tijden: 2019

1 Arconada ·
2 Alexanco ·
3 Migueli ·
4 José Diego ·
5 Uría ·
6 Asensi  ·
7 Dani ·
8 Cardeñosa · 
9 Carrasco ·
10 Quini ·
11 Del Bosque ·
12 Juanito ·
13 Urruti ·
14 Gordillo ·
15 Olmo ·
16 Santillana ·
17 Satrústegui ·
18 Saura ·
19 Cundi ·
20 Tendillo ·
21 Zamora ·
22 Artola ·
Coach: Kubala
1 Casillas  ·
2 Albiol ·
3 Piqué ·
4 Marchena ·
5 Puyol ·
6 Hernández ·
7 Villa ·
8 Xavi ·
9 Torres ·
10 Fàbregas ·
11 Capdevila ·
12 Busquets ·
13 López ·
14 Alonso ·
15 Ramos ·
16 Llorente ·
17 Güiza ·
18 Riera ·
19 Arbeloa ·
20 Cazorla ·
21 Silva ·
22 Mata ·
23 Reina ·
Coach: Del Bosque
1 Casillas  ·
2 Albiol ·
3 Piqué ·
4 Marchena ·
5 Puyol ·
6 Iniesta ·
7 Villa ·
8 Xavi ·
9 Torres ·
10 Fàbregas ·
11 Capdevila ·
12 Valdés ·
13 Mata ·
14 Alonso ·
15 Ramos ·
16 Busquets ·
17 Arbeloa ·
18 Pedro ·
19 Llorente ·
20 Martínez ·
21 Silva ·
22 Navas ·
23 Reina ·
Coach: Del Bosque
1 Casillas  ·
2 Albiol ·
3 Piqué ·
4 Martínez ·
5 Juanfran ·
6 Iniesta ·
7 Pedro ·
8 Xavi ·
9 Torres ·
10 Fàbregas ·
11 Negredo ·
12 Valdés ·
13 Mata ·
14 Alonso ·
15 Ramos ·
16 Busquets ·
17 Arbeloa ·
18 Alba ·
19 Llorente ·
20 Cazorla ·
21 Silva ·
22 Navas ·
23 Reina ·
Coach: Del Bosque
1 Casillas  ·
2 Albiol ·
3 Piqué ·
4 Martínez ·
5 Azpilicueta ·
6 Iniesta ·
7 Villa ·
8 Xavi ·
9 Torres ·
10 Fàbregas ·
11 Pedro ·
12 Valdés ·
13 Mata ·
14 Soldado ·
15 Ramos ·
16 Busquets ·
17 Arbeloa ·
18 Alba ·
19 Monreal ·
20 Cazorla ·
21 Silva ·
22 Navas ·
23 Reina ·
Coach: Del Bosque
1 Casillas  ·
2 Albiol ·
3 Piqué ·
4 Martínez ·
5 Juanfran ·
6 Iniesta ·
7 Villa ·
8 Xavi ·
9 Torres ·
10 Fàbregas ·
11 Pedro ·
12 De Gea ·
13 Mata ·
14 Alonso ·
15 Ramos ·
16 Busquets ·
17 Koke ·
18 Alba ·
19 Costa ·
20 Cazorla ·
21 Silva ·
22 Azpilicueta ·
23 Reina ·
Coach: Del Bosque
1 Casillas ·
2 Azpilicueta ·
3 Piqué ·
4 Bartra ·
5 Busquets ·
6 Iniesta ·
7 Morata ·
8 Koke ·
9 Vázquez ·
10 Fàbregas ·
11 Pedro ·
12 Bellerín ·
13 De Gea ·
14 Thiago ·
15 Ramos  ·
16 Juanfran ·
17 San José ·
18 Alba ·
19 Soriano ·
20 Aduriz ·
21 Silva ·
22 Nolito ·
23 Rico ·
Coach: Del Bosque